# Rue Marcel-Thil
La rue Marcel-Thil est une voie de la commune de Reims, située au sein du département de la Marne, en région Grand Est.

## Situation et accès
La rue Marcel-Thil appartient administrativement au quartier Clairmarais.
La voie est à sens-unique sur toute sa longueur avec une piste cyclable à contre-sens.

## Origine du nom
Elle porte le nom de Marcel Thil (1904-1968) champion du monde de boxe de 1932 à 1937.

## Historique
Ancienne « rue des Trois-Fontaines » elle prend sa dénomination actuelle en 1969.

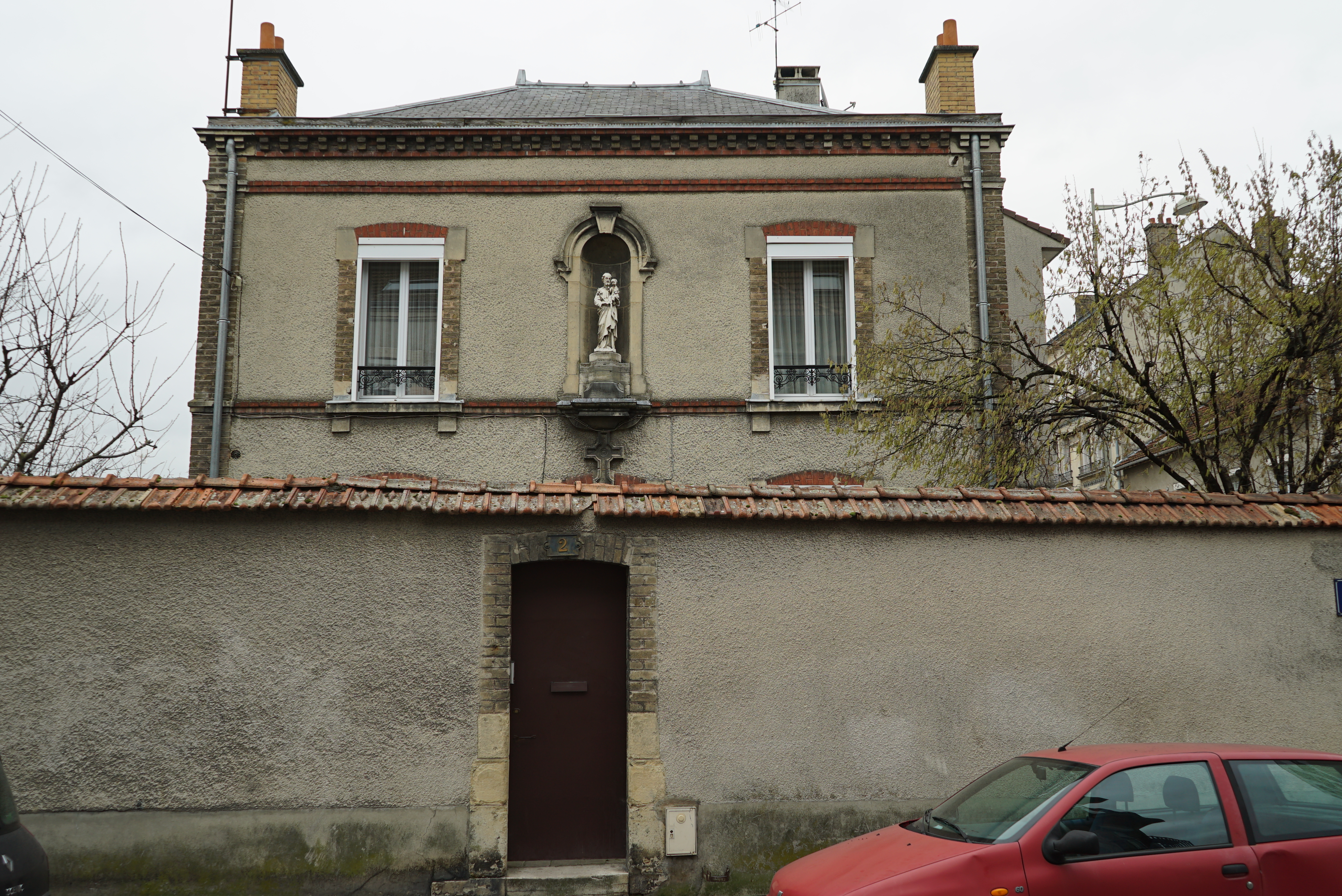
L'ancienne maison des sœurs de l'orphelinat Saint-Joseph.